# Adrapsa titysusalis
Adrapsa titysusalis is een vlinder uit de familie van de spinneruilen (Erebidae). De wetenschappelijke naam van de soort werd voor het eerst geldig gepubliceerd in 1859 door Francis Walker.